# Phare de la Coubre
Le phare de la Coubre est un phare situé en France sur la commune de La Tremblade dans le département de la Charente-Maritime, en région Nouvelle-Aquitaine.
Plus haut phare de la côte charentaise, il fait l'objet d'une protection au titre des monuments historiques, et un musée y retrace la vie des phares dans l'estuaire de la Gironde.
Le phare est automatisé et géré depuis La Rochelle par le service des phares et balises mais il n'est plus gardienné.
Il est possible de le visiter de février à mi-novembre car la mairie de La Tremblade en assure l'accueil touristique.

## Géographie

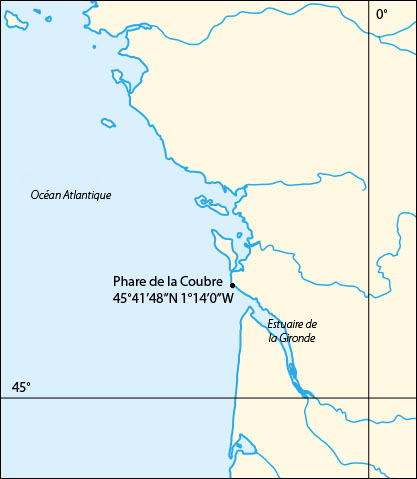
Localisation du phare de la Coubre.

Le phare de la Coubre est bâti sur la pointe de la Coubre, à la limite des communes des Mathes et de La Tremblade, dans le département de la Charente-Maritime, en région Nouvelle-Aquitaine, à une quinzaine de kilomètres au nord-ouest de Royan à l'embouchure de l'estuaire de la Gironde, et à proximité de la baie de Bonne Anse.
La pointe de la Coubre et le banc de la Coubre marquent la limite entre, au sud, les eaux de l'estuaire de la Gironde, plus calmes, et, au nord, l'océan Atlantique à proprement parler, qui fait déferler de puissantes vagues sur la Côte sauvage, exposée plein ouest. En raison de puissants courants et de lames de fond, la baignade peut y être dangereuse.
Haut de 64 mètres en surplomb de la baie de Bonne Anse (océan Atlantique), le phare de la Coubre éclaire et sécurise l'accès à l'estuaire de la Gironde par la grande passe de l'Ouest, en facilitant le contournement des secteurs du banc de la Coubre et du banc de la Mauvaise, sur lesquels gisent de nombreuses épaves. C'est, avec 300 marches, le phare le plus élevé de la côte charentaise.
De bien sinistre réputation, le banc de la Mauvaise, situé au large de la Côte sauvage, est fortement déconseillé à la navigation de plaisance, du fait de la présence de hauts-fonds variables dépassant le zéro hydrographique et d'épaves, de déferlantes, de forts remous, et de courants contraires. En transit depuis l'estuaire vers le nord, il est préférable de contourner ces zones au large du banc de sable du Matelier Nord.

## Histoire

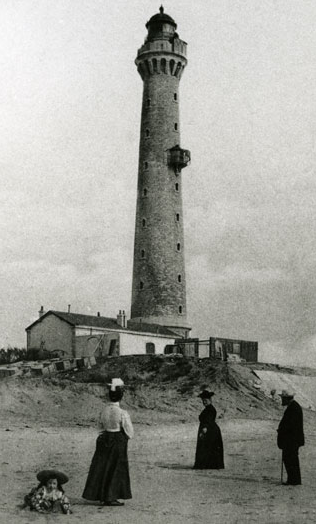
L'ancien phare, au début du XXe siècle, vu de la plage (détruit en 1907).

En 1690, une balise porte-feu est signalée sur la pointe de la Coubre.
Plusieurs édifices, temporaires, sont mis en service durant le XIXe siècle dès 1830, mais ils sont tous détruits par les vagues et l'érosion de l'océan. Un décret impérial, du 12 mai 1860, ordonne la mise en place d'un phare, à l'embouchure Nord de la Gironde, en raison des nombreux naufrages.
Il faut attendre 1895 pour qu'une tour en pierre de 57 mètres soit érigée, mais l'édifice s'écroule, en mai 1907, sous l’effet de l’érosion de ses fondations. Le phare de la Coubre, dont la construction est décidée dès octobre 1904, est mis en service en 1905. Prudemment construit à 1 800 mètres du rivage, la rapide évolution des fonds et des bancs de sable dans l'estuaire le rapprochent cependant dangereusement de l'océan, duquel il n'est plus éloigné, en 2018, que de 150 mètres à marée haute.
En 2016, le phare est entièrement repeint par le service des Phares & Balises. Une tonne de peinture est utilisée pour redonner son éclat rouge et blanc au fût et plus de trois mois de travaux sont nécessaires car la peinture est agrémentée d'un durcisseur qui a pour objectif d'améliorer l'étanchéité du monument.
Il est agrémenté depuis la célébration de son centenaire, en 2005, d'un musée qui retrace l'Histoire de ce « géant de lumière » et présente différents matériels nécessaires à son fonctionnement.
Il fait l’objet d’une inscription au titre des monuments historiques depuis le 15 avril 2011.
Lors de sa construction, le phare se trouvait à 1,8 km du rivage mais en 2025, la distance n'est plus que d'environ 150 mètres. L'érosion et le recul inexorable du trait de côte menacent à moyen terme la structure de l'édifice. Face à ce risque, la démolition du phare est envisagée, à une date restant à définir,.

## Caractéristiques
Le phare de la Coubre bénéficie, en raison de sa hauteur et de sa lampe, d'une portée exceptionnelle de 28 milles marins, soit 52 kilomètres. Il joue en effet un rôle essentiel pour le trafic maritime dans l'estuaire. En outre, le phare de la Coubre se distingue également par la présence d'un feu secondaire rouge aux deux tiers de sa hauteur, au niveau du changement de couleur de la tour, surnommé « la barbette ». Ce deuxième feu visible à 23 kilomètres permet d'indiquer une zone de danger située en face du phare de la Coubre, à cause de bancs de sable.
Le phare de la Coubre est le premier phare français construit entièrement en béton. L'intérieur est carrelé de 7 500 carreaux d'opaline bleue et possède un escalier métallique qui a été réalisé selon les plans de Gustave Eiffel.

## Visite du phare de la Coubre et de son musée
Après avoir gravi 300 marches dans un intérieur carrelé en opaline bleue, un panorama à 360° offre une vue imprenable sur la Côte sauvage de La Tremblade, ses plages, la forêt de La Coubre, l'estuaire de La Gironde avec le phare de Cordouan ainsi que l'île d'Oléron.
Au pied du phare de la Coubre, qui a célébré son centenaire en 2005, un musée sur l'histoire des anciens phares de la Coubre a été construit.
L'inauguration du musée phare de la Coubre a eu lieu en juillet 2005. Il est composé de différentes salles dont l'une retrace l'histoire des différents phares à partir de l'année 1699, année où le phare de la Coubre était construit en bois de chêne. Des gravures de naufrages tirées des œuvres de Jules Verne y sont présentées en mémoire du célèbre romancier décédé l'année de la construction du phare de la Coubre.
Dans une autre salle sont présentés divers objets de la vie maritime, patinés par le temps, comme les feux de bouée, un appareil servant à mesurer l'épaisseur de la brume, des lentilles de phares et des mécanismes de toutes sortes.
La muséographie de ce musée est particulièrement recherchée, avec un éclairage bleuté pour recréer les conditions d'ambiance des phares, et est complétée par des panneaux chronologiques, de nombreuses photographies et des plans anciens.
Une salle d'exposition nommée « Grand Vent » permet également de découvrir des artistes locaux tout au long de la saison.
Dehors, les abords du phare de la Coubre ont également été très soignés avec l'aménagement d'une spirale de verre pilé bleu au pied du phare ainsi que la création de massifs paysagers. En 2016, la mairie de La Tremblade a engagé des travaux de réaménagement du site en créant notamment une aire de pique-nique accessible pour les personnes à mobilité réduite.
Durant l'été, un camion-restaurant s'installe au pied du phare pour proposer des plats à base de produits du terroir charentais.
Le 25 Mai 2017, le jour de l'Ascension, a été organisé l'« extrême 300 », une course ascensionnelle des 300 marches du phare de la Coubre. Le record 2017 est de 1 min 2 s pour les hommes et de 1 min 24 pour les femmes.

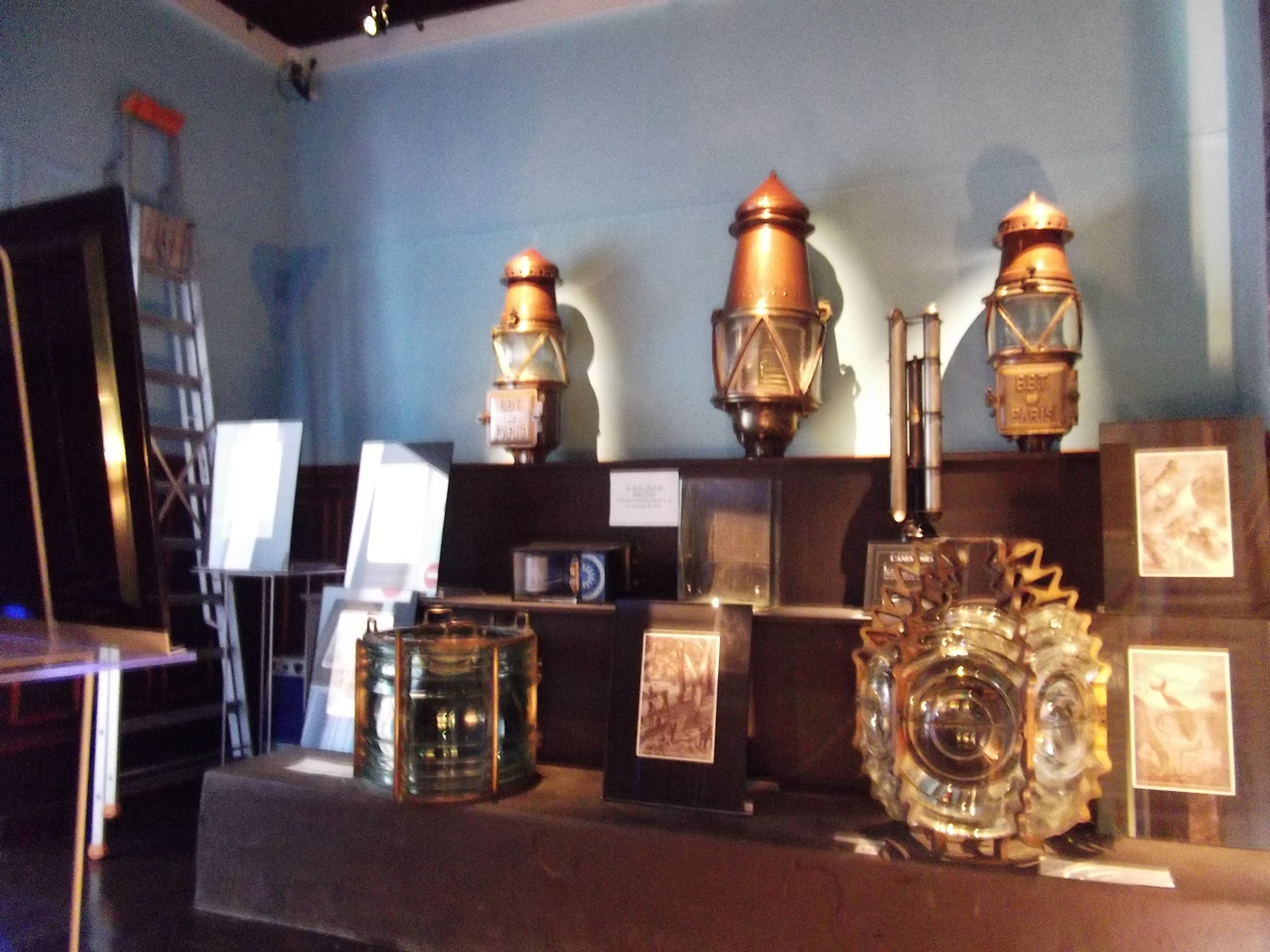
Objets exposés dans Le musée du phare.
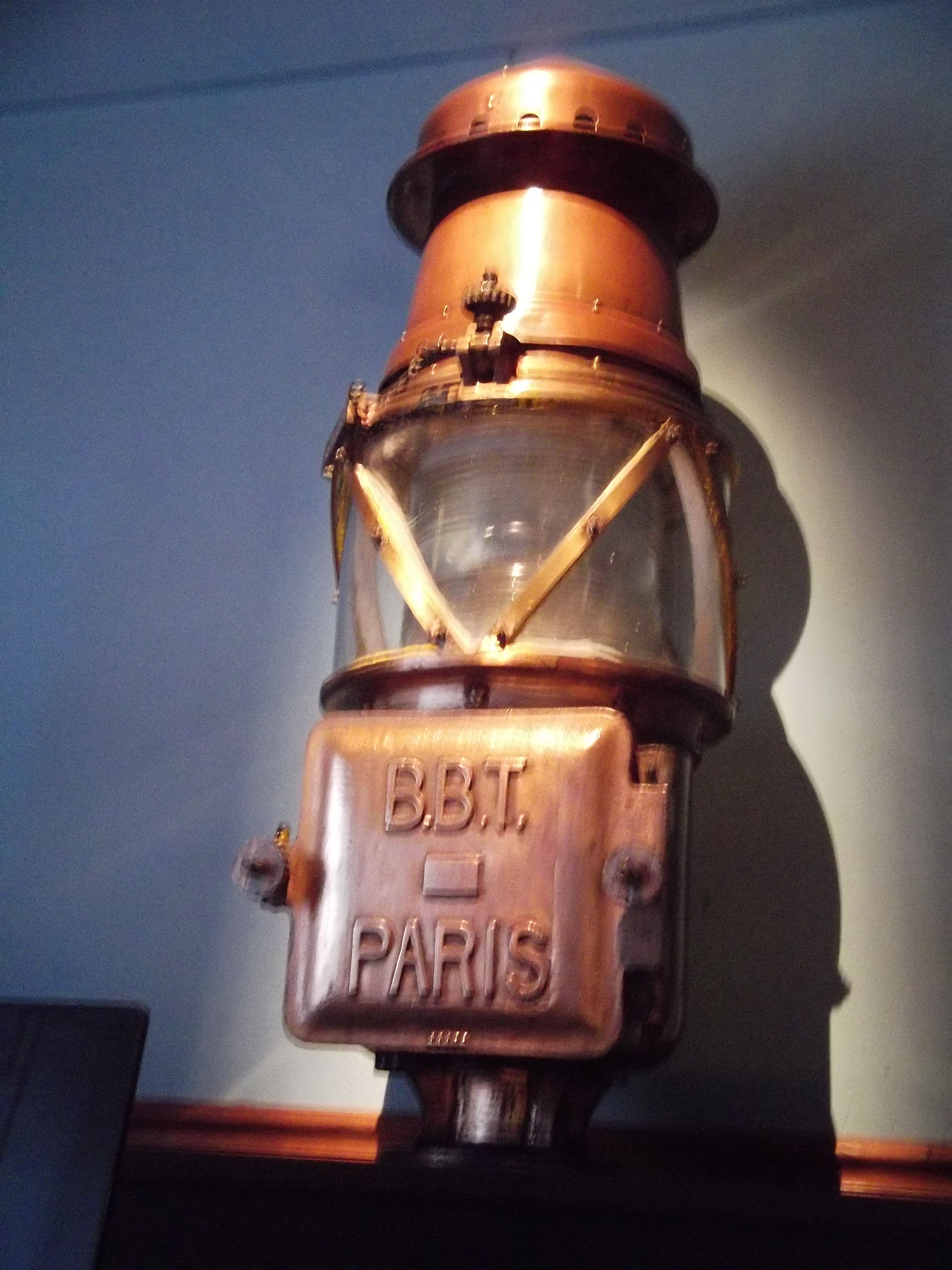
Ancienne ampoule du feu.
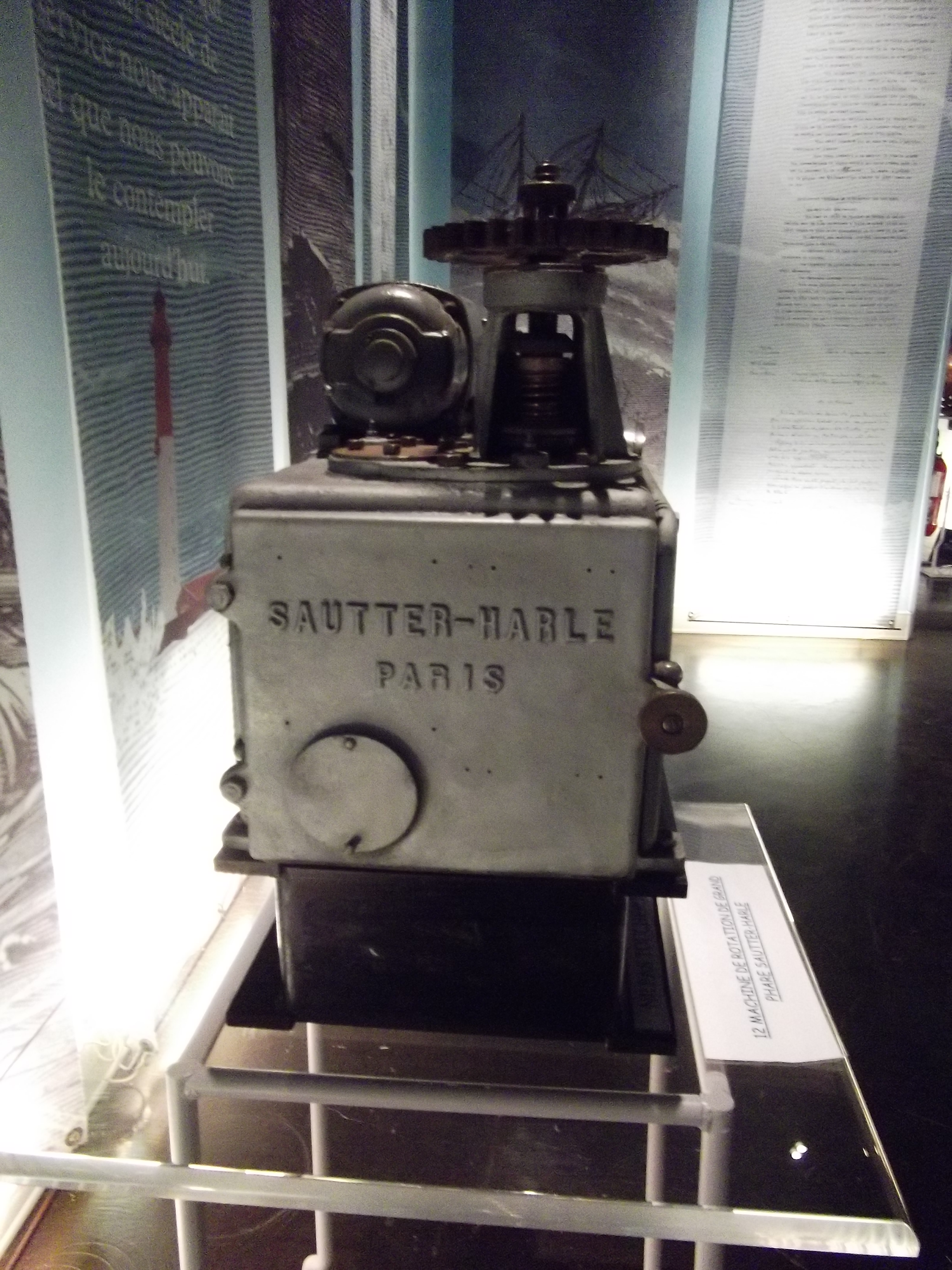
Système électrique de rotation du feu - 1.
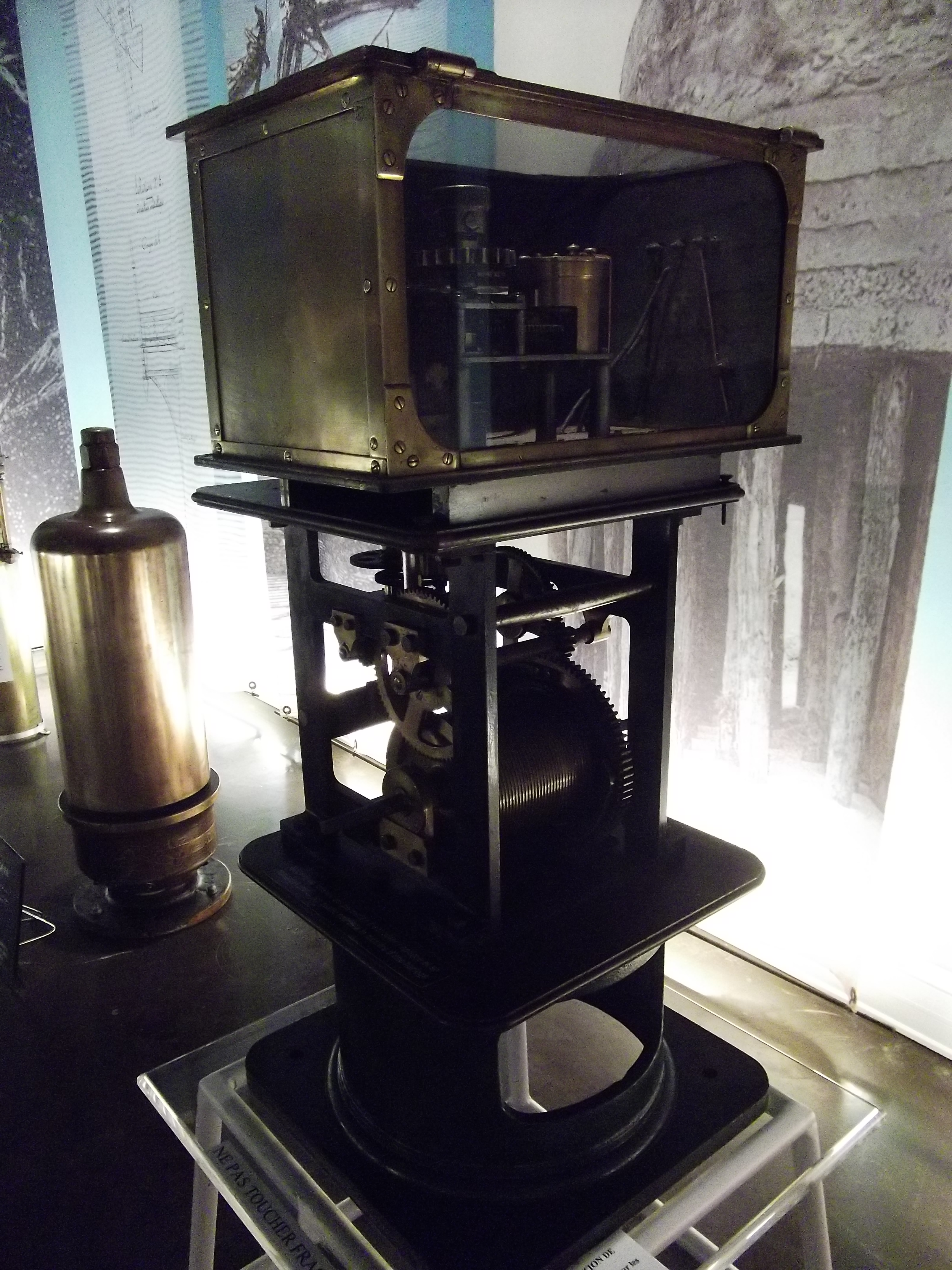
Système électrique de rotation - 2.

## Tourisme
Le phare de la Coubre accueille chaque année, de février à novembre et du 19 au 23 décembre & 26 au 30 décembre, des visiteurs qui viennent profiter du panorama exceptionnel ou simplement pour prendre la pose à côté de la "Sentinelle de La Côte Sauvage" qui fait face à la mer depuis plus de 118 ans. En 2012, le site a accueilli 30 000 visiteurs et plus de 55 000 en 2017[réf. nécessaire].

## Galerie

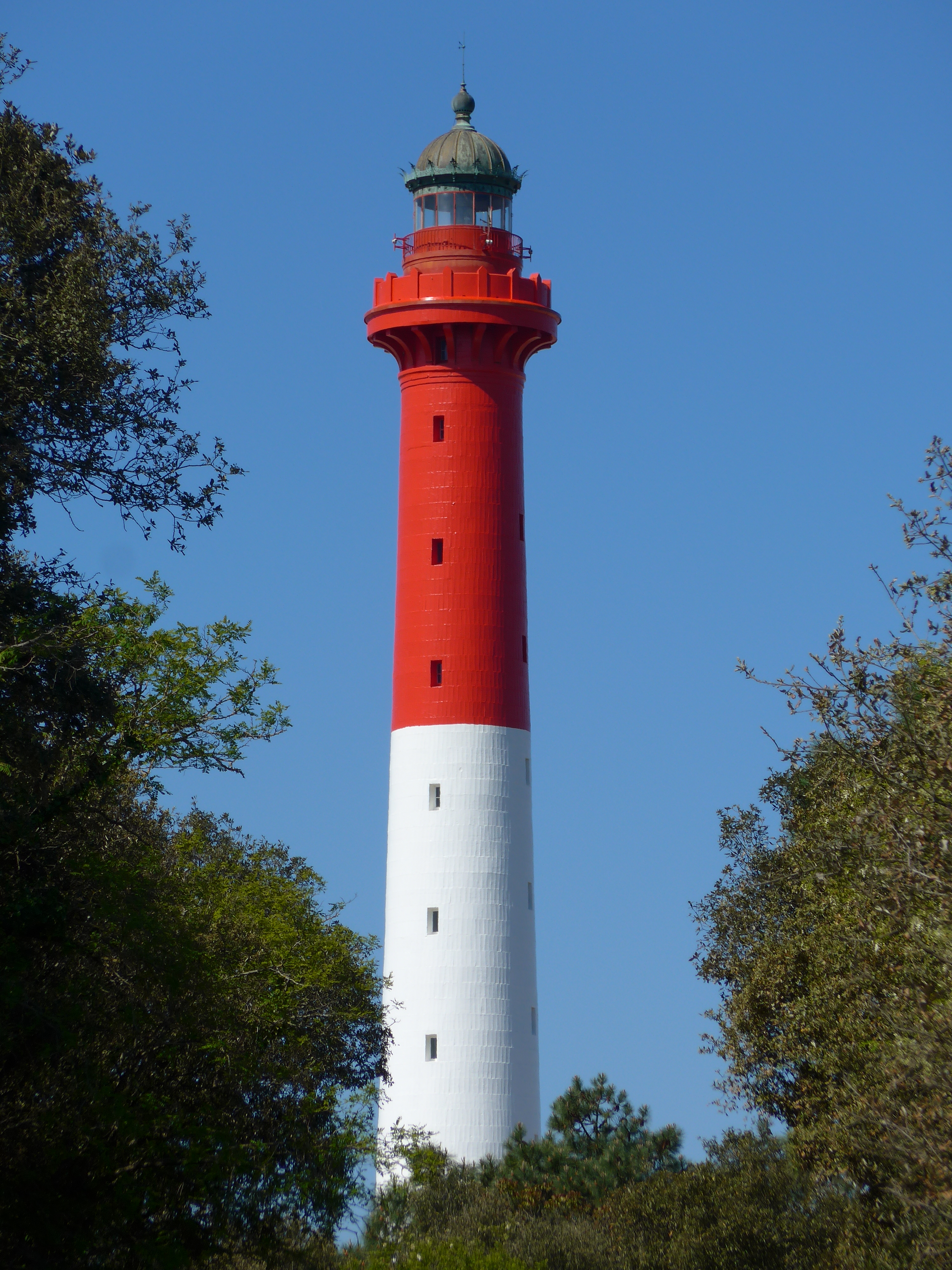
Le phare vu de loin.
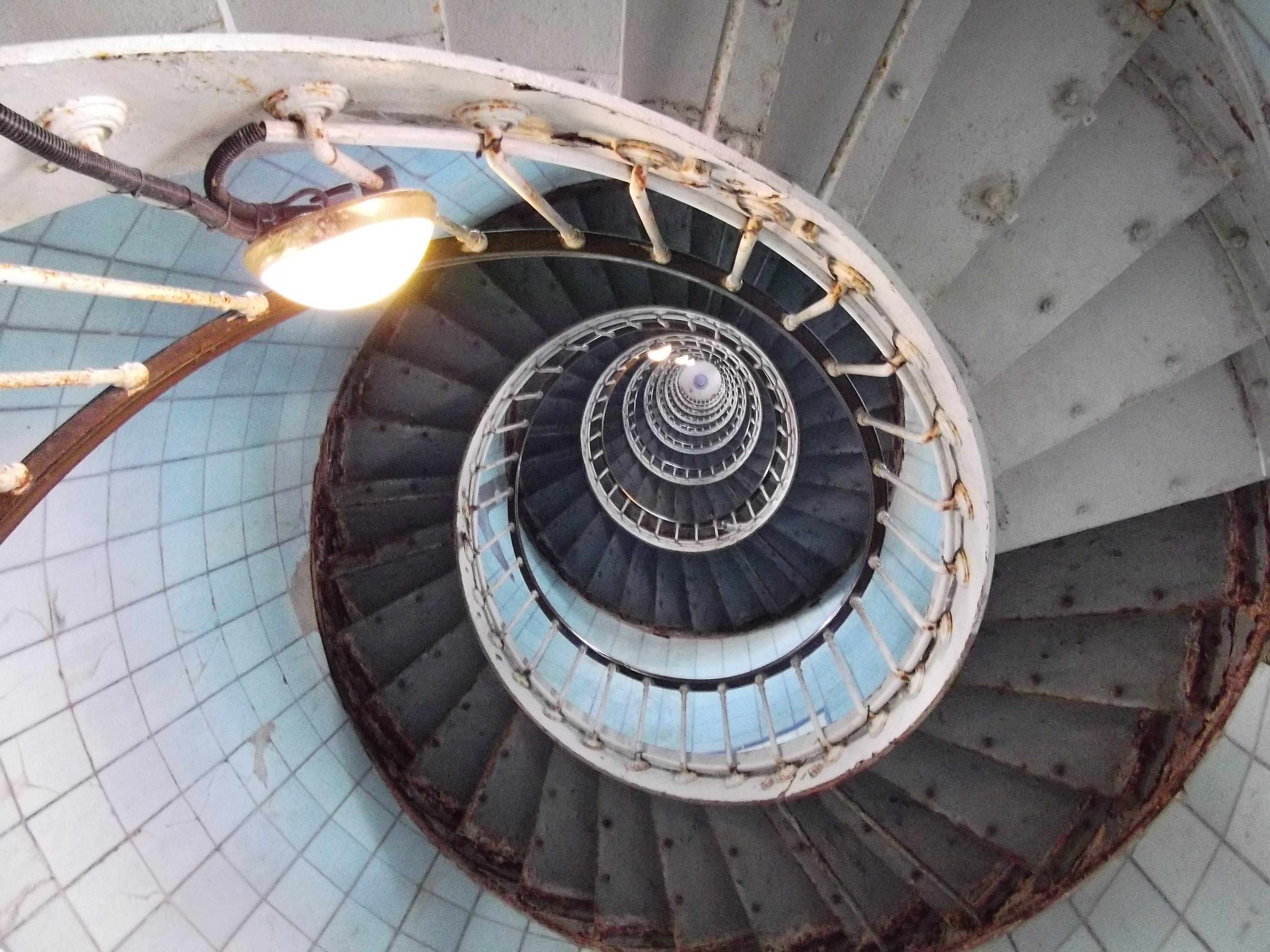
L'escalier en colimaçon.
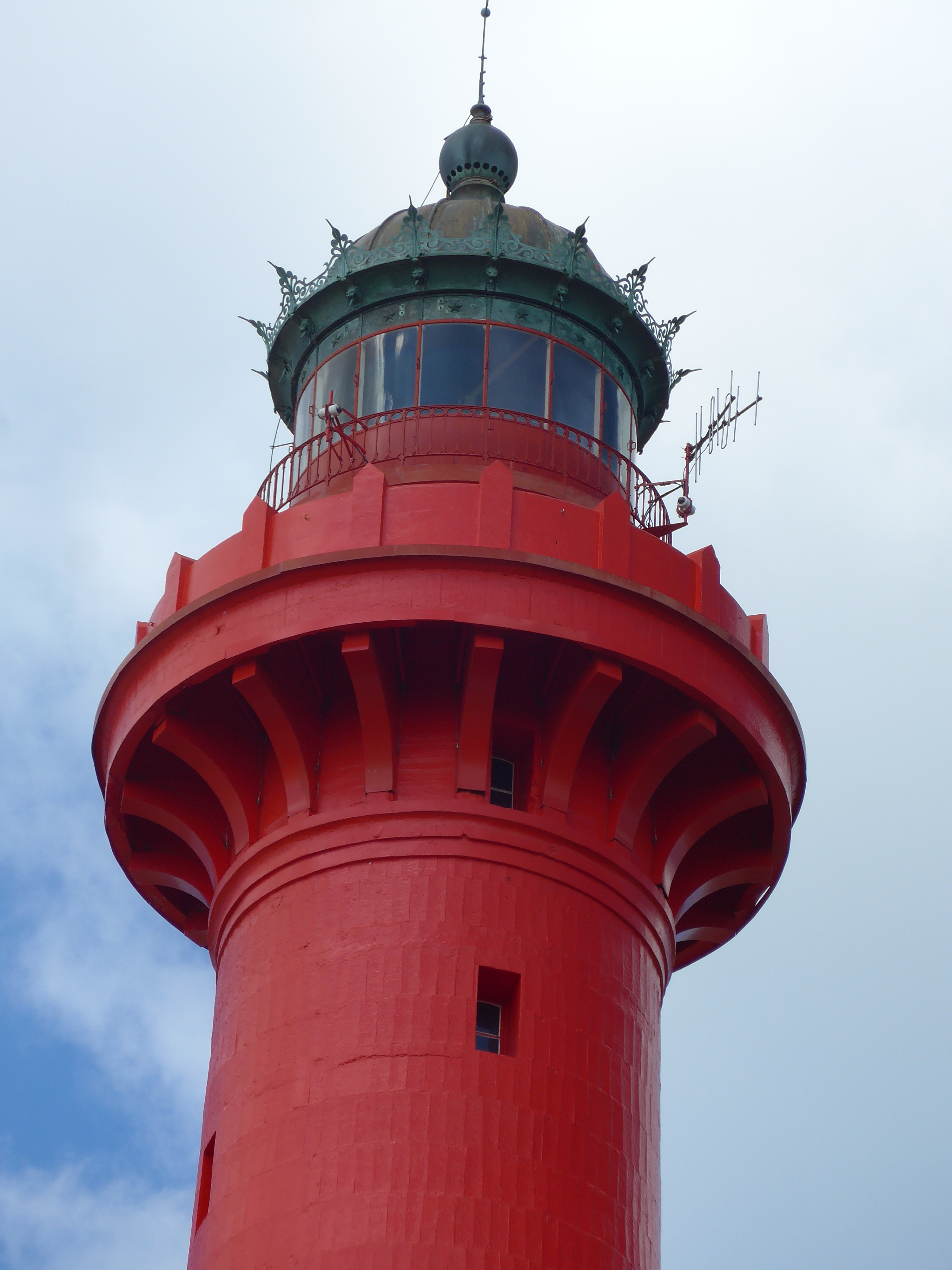
L'abri de la lanterne et son couronnement.
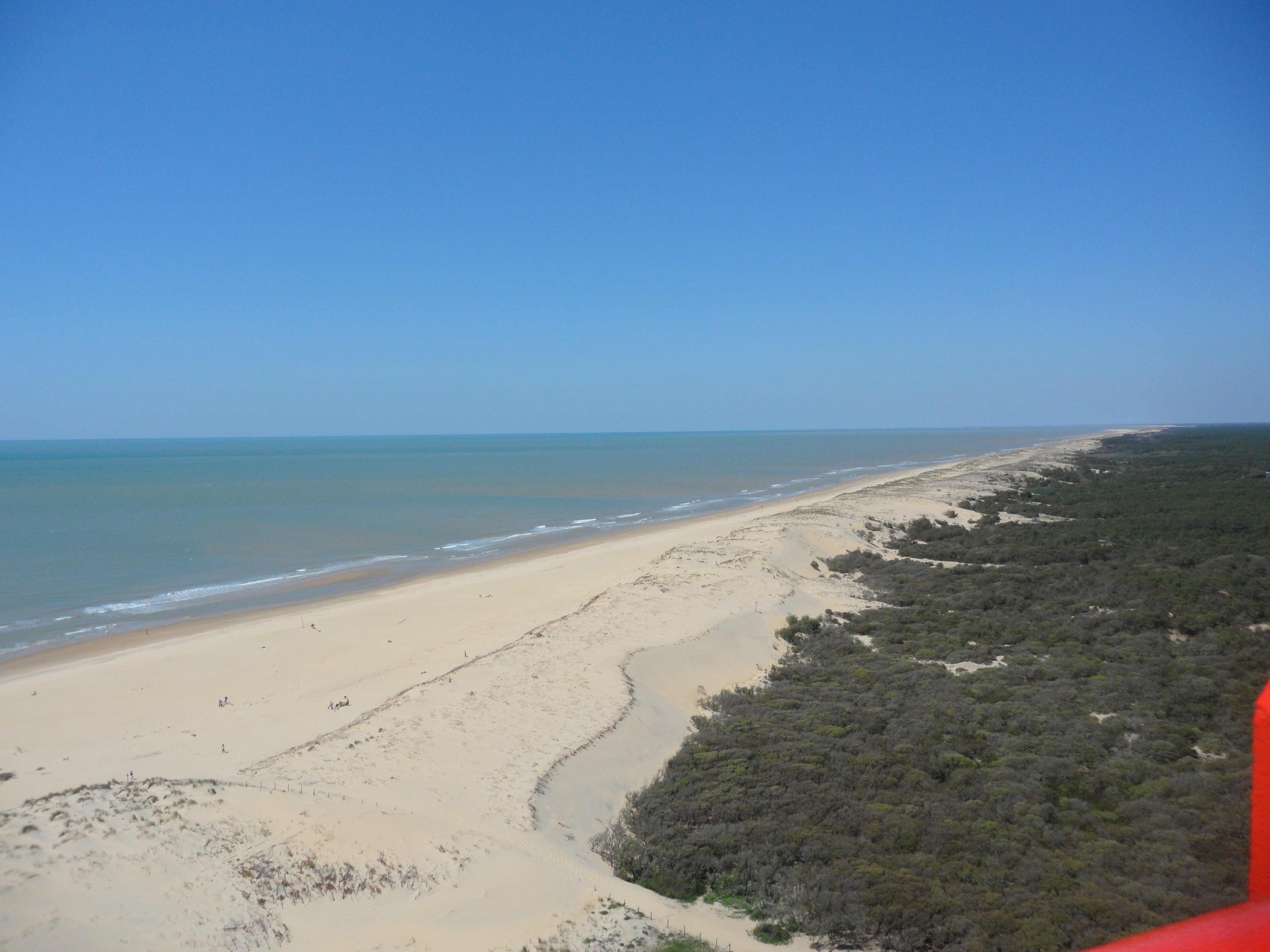
La côte sauvage vue depuis le couronnement entourant la lanterne.
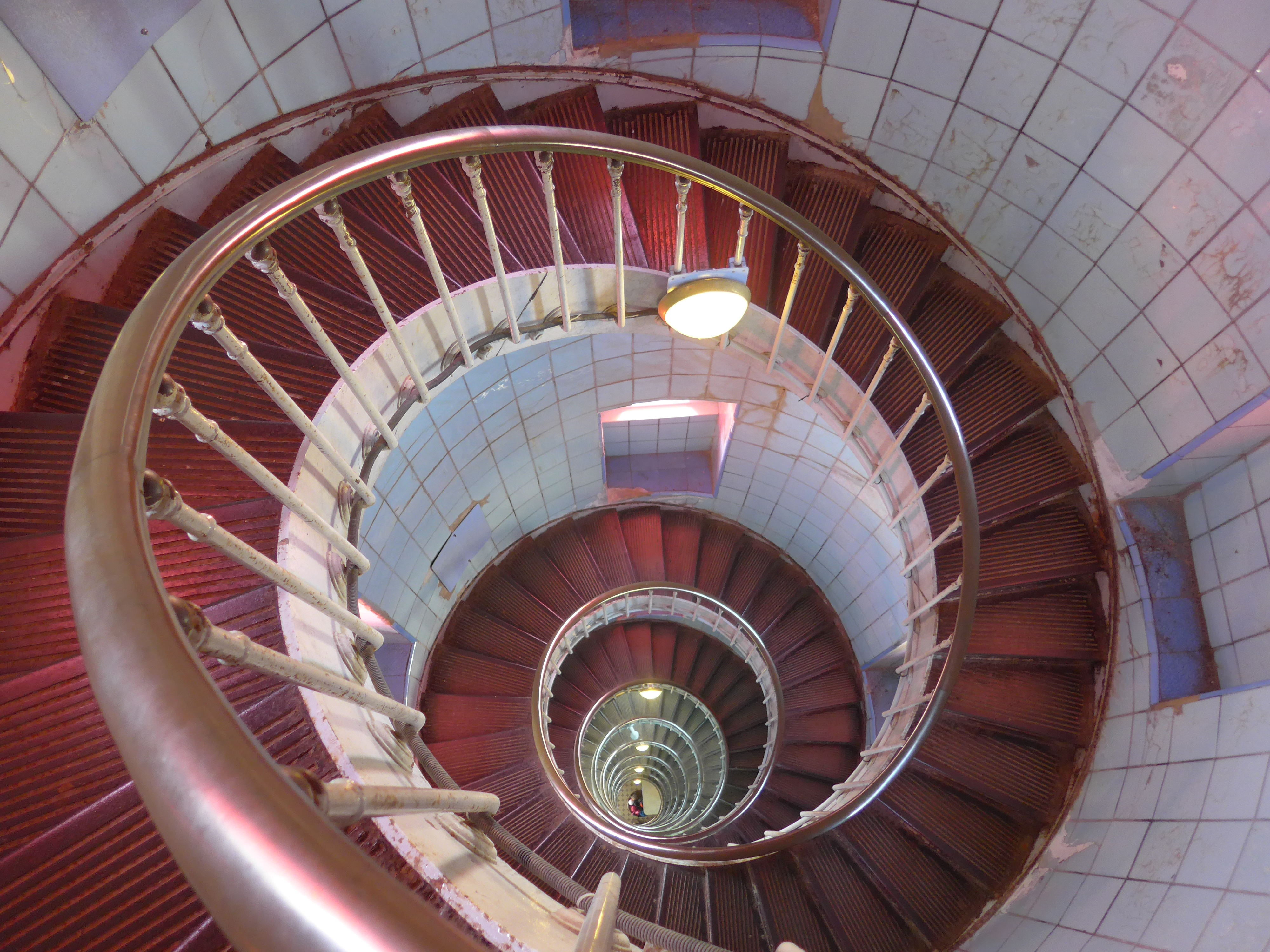
L'escalier vu depuis le haut vers le bas.
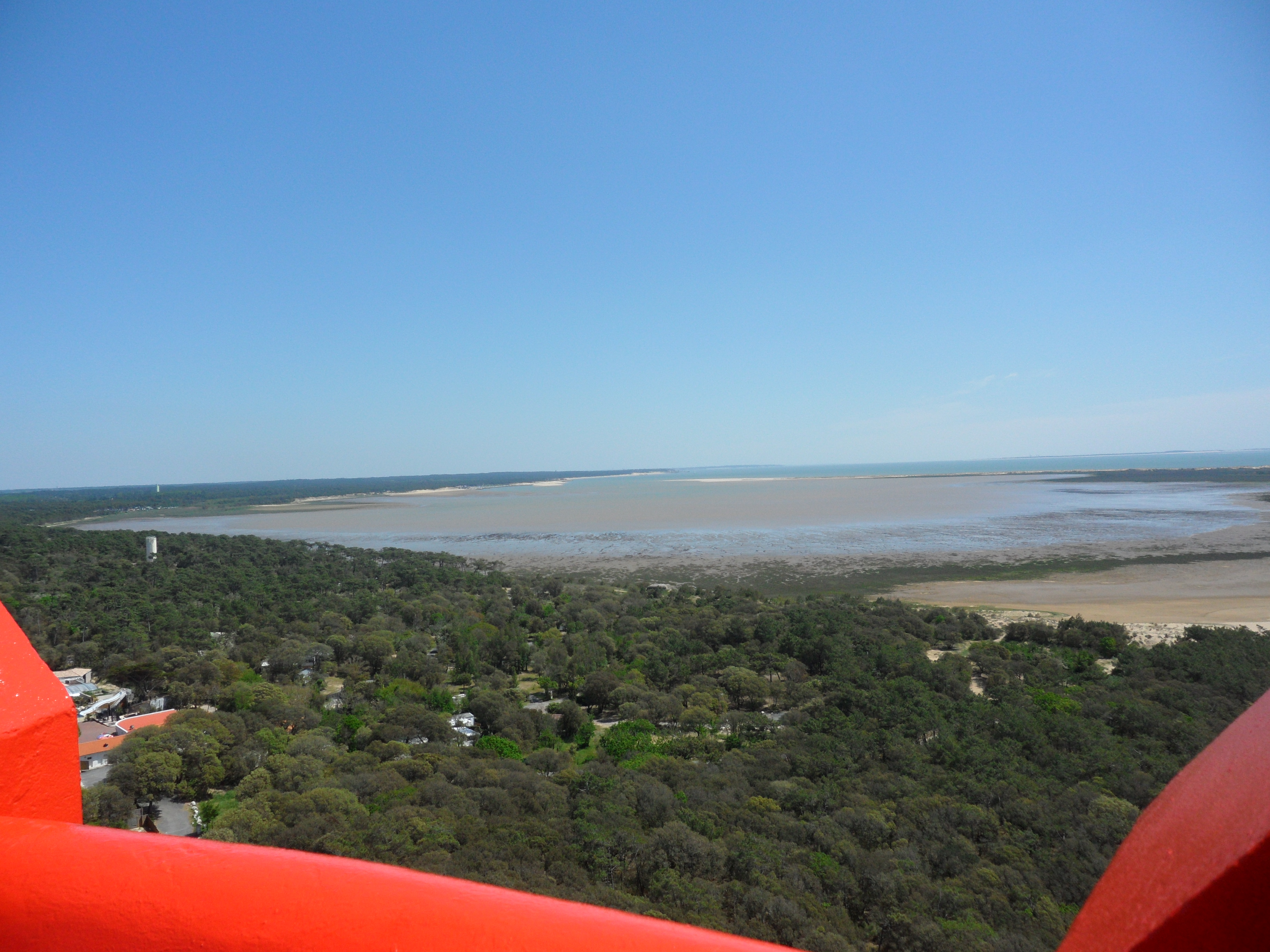
La baie de Bonne Anse vue depuis le couronnement du phare.
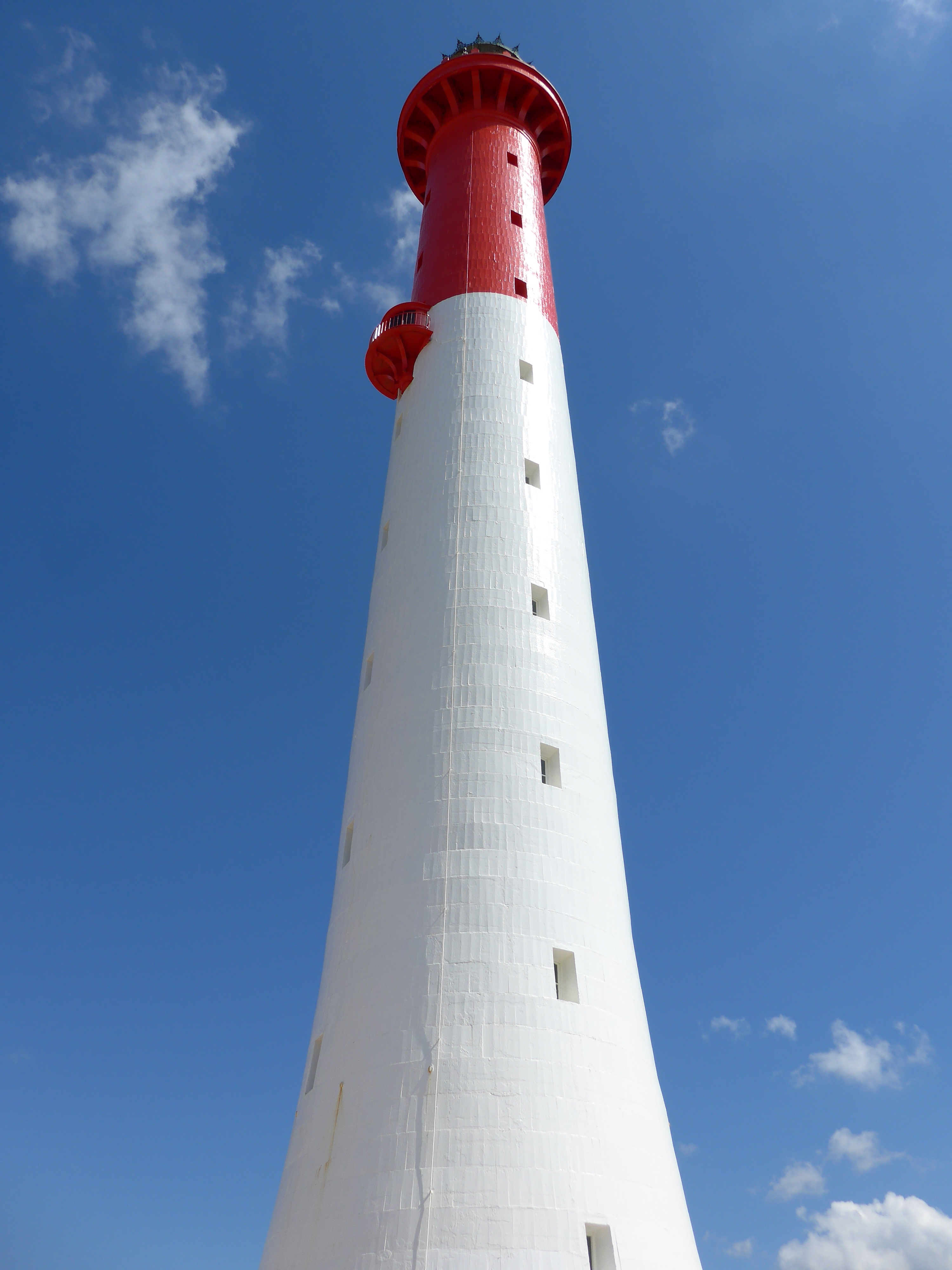
Le fût du phare s'élevant dans le ciel charentais.

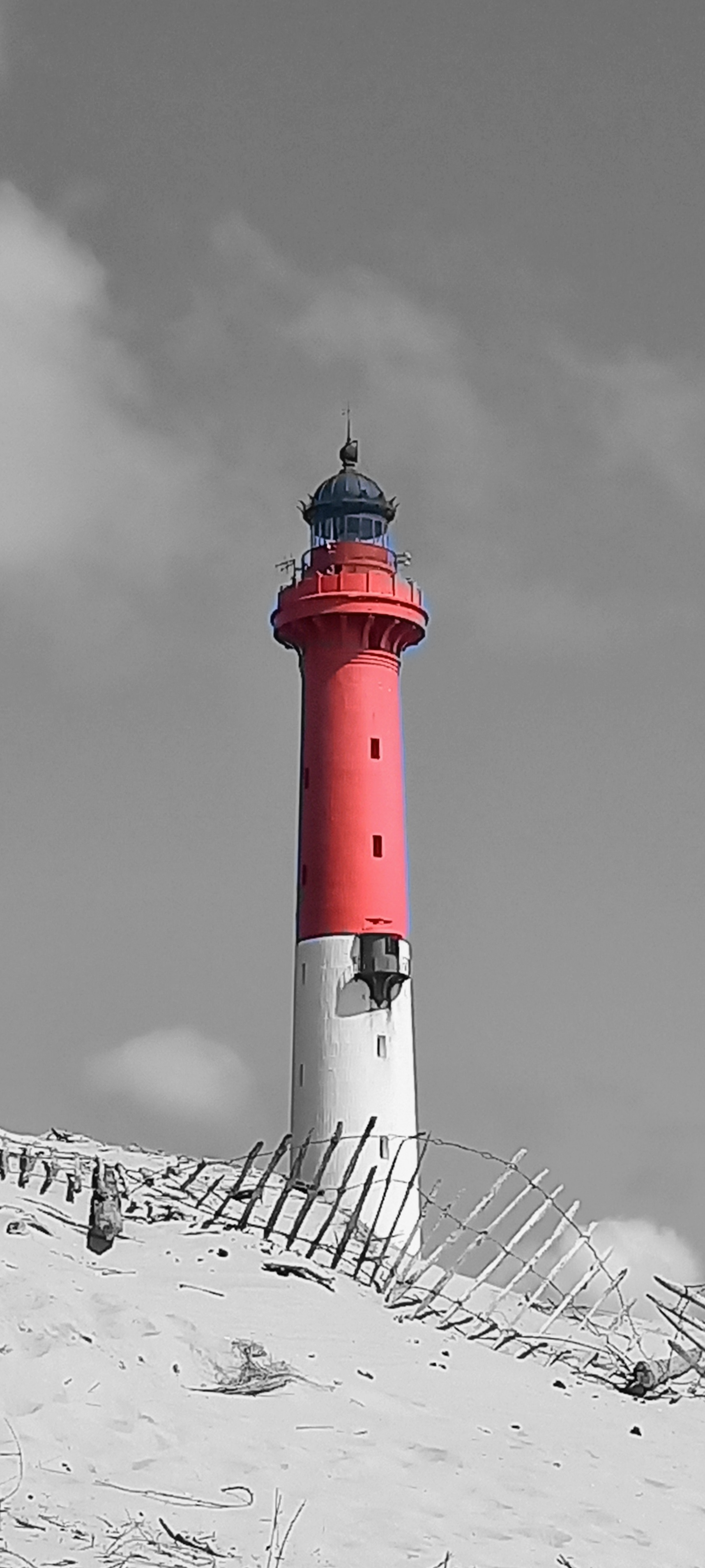
Le phare de la Coubre dans les dunes.